# Người Đê
Đê (tiếng Trung: 氐; bính âm: Dǐ; Wade–Giles: Ti3) là một dân tộc tồn tại ở Trung Quốc từ thế 8 TCN đến khoảng giữa thế kỷ 6 CN. Họ sinh sống tại các khu vực mà nay thuộc các tỉnh Cam Túc, Thanh Hải, Tứ Xuyên và Thiểm Tây. Vào thế kỷ 4 và đầu thế kỷ 5, họ đã lập nên nước Tiền Tần và Hậu Lương trong thời Ngũ Hồ thập lục quốc. Họ vốn là những người canh nông ở ranh giới giữa Tây Tạng và Tứ Xuyên ngày nay.
Người Đê cuối cùng đã đồng hóa với các dân tộc khác. Người Bạch Mã hiện đại sinh sống ở đông nam Cam Túc và tây bắc Tứ Xuyên có thể có nguồn gốc từ người Đê. Bằng chứng di truyền học của người Đê có thể tìm thấy tại một trong số các dân tộc thiểu số ở Tứ Xuyên.

## Lịch sử

### Thời kỳ tiền hoàng gia
Theo truyền thuyết, các tổ tiên của nhà Chu đã sinh sống giữa người Nhung và người Đê trong 14 thế hệ, cho đến khi Cổ Công Đản Phủ lãnh đạo họ di chuyển đến Thung lũng sông Vị và gây dựng nên kinh đô của mình gần Kỳ Sơn (trước 1107 TCN). Năm 676-651 TCN, Tấn Hiến công chinh phục một số nhóm người Nhung và Đê. Năm 662, người Đê đuổi người Nhung ra khỏi Thái Nguyên. Năm 662-659 TCN, nước Vệ đã gần như bị người Xích Đê tiêu diệt cho đến khi họ được Tề cứu thoát. Năm 660 TCN, Xích Đê đã chiếm kinh đô của Vệ và giết chết vua của nước này, song bị Tề đẩy lui. Từ năm 660 đến 507 TCN, nước Hình đã có nhiều cuộc chiến với người Đê, diệt nước Lỗ của Xích Đê vào năm 594 TCN, khuất phục họ vào năm 541. Năm 640, Đê liên minh với Tề và Hình để chống Vệ. Năm 636 TCN, người Đê đã giúp nhà Chu chống lại Trịnh. Khoảng năm 400 TCN, vị thế chính trị độc lập của Đê và Nhung bị loại bỏ.

### Thời Hậu cổ
Vào thời nhà Tấn, năm bộ tộc bán du mục Hung Nô (匈奴), Yết (羯), Tiên Ti (鮮卑), Đê (氐), và Khương (羌) chiếm giữ miền bắc Trung Quốc. Thời kỳ này được gọi là "Ngũ Hồ Thập lục quốc". Trong thời kỳ này, người Đê cai trị nước Tiền Tần (351-394) và Hậu Lương (386-403).
Lãnh đạo của bộ tộc Đê là Phù Kiện (符堅), người sáng lập nên vương quốc Tiền Tần (前秦王國, 351-394 AD). Ông định đô tại Trường An (長安 nay là thành phố Tây An). Ông bổ nhiệm Vương Mãnh (王猛), một người Hán làm thừa tướng. Ông xây dựng nên một chính quyền Hán hóa ở mức cao và cho hình thành một lực lượng bộ binh người Hán hùng mạnh bên cạnh đội kị binh người Đê của mình.
Năm 370 CN, Phù Kiện chinh phạt các nước Tiền Yên và Tiền Lương. Kết quả là, Phù Kiện đã làm chủ toàn bộ miền bắc Trung Quốc. Sau đó, ông bắt tay vào một kế hoạch nhằm chinh phục miền nam Trung Quốc, lúc đó đang nằm dưới quyền cai trị của Đông Tấn.
Năm 383 CN, Phù Kiện dẫn đầu một đội quân khoảng 100 vạn người hành quân xuống phía nam với ý định tiêu diệt Đông Tấn ở Phì Thủy thuộc tỉnh An Huy ngày nay. Tuy nhiên, quân Tấn chỉ với quân số khoảng 8 vạn đã đánh thắng. Phù Kiện rời khỏi kinh đô Trường An, để con trai là Phù Phi cai quản còn bản thân về phía nam Cam Túc để tuyển thêm quân từ bộ tộc Đê của mình. Trên đường, Phù Kiện bị quân Hậu Tần bắt và sau đó bị treo cổ. Năm 374, Hậu Tần chinh phục được Tiền Tần.